# Nikólaos Kaklamanakis
Nikólaos Kaklamanakis –en griego, Νικόλαος Κακλαμανάκης– (Atenas, 19 de agosto de 1968) es un deportista griego que compitió en vela en las clases Mistral y RS:X.
Participó en cinco Juegos Olímpicos de Verano, entre los años 1992 y 2008, obteniendo dos medallas: oro en Atlanta 1996 y plata en Atenas 2004, ambas en la clase Mistral, el sexto lugar en Sídney 2000 (Mistral) y el octavo en Pekín 2008 (RS:X).
Ganó cinco medallas en el Campeonato Mundial de Mistral entre los años 1995 y 2003, y cuatro medallas en el Campeonato Europeo de Mistral entre los años 1993 y 1998.

## Palmarés internacional
| \| Juegos Olímpicos \| Juegos Olímpicos \| Juegos Olímpicos \| Juegos Olímpicos \| \| Año \| Lugar \| Medalla \| Clase \| \| ------------------ \| -------------------------- \| ----------------- \| ---------------- \| \| 1996 \| Atlanta (Estados Unidos) \| Medalla de oro \| Mistral \| \| 2004 \| Atenas (Grecia) \| Medalla de plata \| Mistral \| \| Campeonato Mundial \| \| \| \| \| Año \| Lugar \| Medalla \| Clase \| \| 1995 \| Port Elizabeth (Sudáfrica) \| Medalla de plata \| Mistral \| \| 1996 \| Haifa (Israel) \| Medalla de oro \| Mistral \| \| 2000 \| Mar del Plata (Argentina) \| Medalla de oro \| Mistral \| \| 2001 \| Atenas (Grecia) \| Medalla de oro \| Mistral \| \| 2003 \| Cádiz (España) \| Medalla de plata \| Mistral \| \| Campeonato Europeo \| \| \| \| \| Año \| Lugar \| Medalla \| Clase \| \| 1993 \| Nieuwpoort (Bélgica) \| Medalla de bronce \| Mistral \| \| 1994 \| Heraclión (Grecia) \| Medalla de oro \| Mistral \| \| 1995 \| Sandown (Reino Unido) \| Medalla de bronce \| Mistral \| \| 1998 \| Maratón (Grecia) \| Medalla de bronce \| Mistral \| |                            |                   |         |
| Juegos Olímpicos |                            |                   |         |
| Año | Lugar                      | Medalla           | Clase   |
| 1996 | Atlanta (Estados Unidos)   | Medalla de oro    | Mistral |
| 2004 | Atenas (Grecia)            | Medalla de plata  | Mistral |
| Campeonato Mundial |                            |                   |         |
| Año | Lugar                      | Medalla           | Clase   |
| 1995 | Port Elizabeth (Sudáfrica) | Medalla de plata  | Mistral |
| 1996 | Haifa (Israel)             | Medalla de oro    | Mistral |
| 2000 | Mar del Plata (Argentina)  | Medalla de oro    | Mistral |
| 2001 | Atenas (Grecia)            | Medalla de oro    | Mistral |
| 2003 | Cádiz (España)             | Medalla de plata  | Mistral |
| Campeonato Europeo |                            |                   |         |
| Año | Lugar                      | Medalla           | Clase   |
| 1993 | Nieuwpoort (Bélgica)       | Medalla de bronce | Mistral |
| 1994 | Heraclión (Grecia)         | Medalla de oro    | Mistral |
| 1995 | Sandown (Reino Unido)      | Medalla de bronce | Mistral |
| 1998 | Maratón (Grecia)           | Medalla de bronce | Mistral |